# Gamme de produits alimentaires
En France, les produits alimentaires, particulièrement les fruits et légumes, et leurs préparations sont parfois classés en « gammes », en fonction du mode de présentation et des techniques d'élaboration, ainsi que du procédé de conservation. Cette classification ne paraît pas normalisée.
- 1ère gamme : produits agricoles frais, en l’état, éventuellement lavés, tranchés, parés, etc., conservés à température ambiante ou réfrigérés.
- 2ème gamme : produits agricoles et préparations cuisinées, pasteurisées, ou appertisées (conserves), conservées à température ambiante.
- 3ème gamme : produits agricoles et préparations cuisinées, surgelées, conservées à des températures d'au moins – 18 °C.
- 4ème gamme : produits agricoles et préparations crues, prêtes à l’emploi ; il peut s'agir par exemple de salades, de crudités (carottes râpées…), ou de légumes épluchés, prêts à cuire, conditionnés en sachet de plastique, parfois dans une atmosphère modifiée, et conservés par réfrigération[2].
- 5ème gamme : produits agricoles cuits sous vide, pasteurisés ou stérilisés, prêts à l’emploi, conservés grâce à une réfrigération ; les produits stérilisés se conservent plus longtemps que les produits pasteurisés.
- 6ème gamme : produits agricoles déshydratés et ionisés, de longue conservation à température ambiante.

Les quatrième et cinquième gammes (produits pasteurisés) sont soumises à la date limite de consommation (et non à une date de durabilité minimale (DDM), qui doit être indiquée sur l'emballage du produit.